# Csécsi János (tanár, 1689–1769)
Csécsi János (Tsétsi János) (Gönc, 1689. június 11. – Sárospatak, 1769. június 1.) sárospataki tanár.

## Élete
Idősebb Csécsi János és Rajczy Klára fia volt, Göncön született, hol atyja akkor az elűzött sárospataki iskolával tartózkodott; iskoláit Kassán és Sárospatakon végezte; az akadémiai pályára 1703-ban mozdították elő. 1707-ben a szintaxis osztálya bízatott vezetésére; 1709-ben külföldi akadémiák látogatására indult és leginkább a franekeri és utrechti egyetemeken a hittant és bölcseletet hallgatta. 1710-ben meglátogatta a herderwicki akadémiát; ez év június 29-én áthajózott Angliába és a két főegyetem megvizsgálása után visszatért Utrechtbe. 
Még azon év szeptember havában megindult és bejárta egész Németországot és Heidelbergben előadásokat is hallgatott; folytatta útját Svájcba, meglátogatta a zürichi, berni és genfi főiskolákat; utazott Olasz- és Franciaországban is, de a háború miatt nem mehetett messze, tehát visszatért és Utrechtben három hónapot töltött. 1711 júliusában hagyta el az ottani iskolát és Amszterdamban egy évet és egy hónapot töltött, ahol néhány földijének a geographiából adott leckét. 1712. augusztus 2-án visszatért hazájába és október 13-án Sárospatakra érkezett. 1713. február 20-án atyja tanszékét elfoglalta s egyháztörténetet, görög nyelvet, héber régiségeket, a Descartesi bölcselet elveit, természet- s mennyiségtant stb. tanított. 
Negyven külön tudományszakkal vagy iskolai tantárggyal foglalkozott egy maga nyilván és magánosan. 1717 elejétől maga egyedül tanított minden társ nélkül és ez kedvező körülmény volt a megférhetetlenre nézve; még azon év október 31-én a reformáció százados ünnepén beszédet tartott. 1719. március 30-án akarata ellenére tiszti társúl adatott mellé Nagymihályi Szomoló Gergely s vége lett az iskola nyugalmának. Az iskolai tanuló ifjuság két pártra szakadt és birokra kerülvén a dolog, a Csécsi pártja 1722. december 11-én Nagymihályi pártosait tanárostól együtt kiverte az iskolából. Emez izetlen diákháborúnak királyi komissió vetett véget, mely 1723-ban kinevezve, 1725. május 5-én bevégezte működését és visszaállította a csendet egy időre. De az ifjak később ujra kikeseredvén egymás ellen, 1734. április 6-án kelt királyi parancs mindkét tanárral elhagyatá székét. Csécsi magányba lépni kényszerülvén, Sárospatakon az elővárosban küzdötte le hátralevő napjait.

## Munkái
- Oratio de calumnia. Leutsoviae, 1719
- Oratio seculo altero reformationis jubilaeo habita die XXXI. octob. 1717. Tiguri (1720)
- Aphorismi, in quibus antiquitates veterum hebreorum brevissime exhibentur. Bernae, 1726
- Praefatio hungarica, apologiae Juelli per Joannem Tussai in linguam hungaricam translatae praemissa. 1748
- Ifjabb Tsétsi János Havi Krónikája a Rákóczi-háború történeteiről 1703–1709 (Latin nyelven. Közli Thaly Kálmán a Monumenta Hung. Hist. II. oszt. Irók XXVII. kötet 256–396. l.)

Geográfiája, Vécsei Pataki István fordításában és neve alatt az első magyar nyelven kiadott földrajzi mű.
Kéziratban maradtak regestái, melyeket a sárospataki tanárok életrajzaihoz irt 1720 után; ezeket Szombathy János felhasználta munkájában; Annotata ad Theologiam ex praelectionibus Melchioris Leydeckeri, et H. Pontani, Ultrajecti 1709. Eredeti kéziratai a sárospataki collegiumban őriztetnek.
Levele Pados Ferenchez 1708. máj. 10. Patakról (az Országos Széchényi Könyvtárban Tóth Ferenc analectái közt.)